# Dimidiochromis
Dimidiochromis es un género de peces de la familia Cichlidae. Es endémico del lago Malawi.

## Especies
Actualmente hay cuatro especies reconocidas en este género:
- Dimidiochromis compressiceps (Boulenger, 1908)
- Dimidiochromis dimidiatus (Günther, 1864)
- Dimidiochromis kiwinge (C. G. E. Ahl, 1926)
- Dimidiochromis strigatus (Regan, 1922)